# Varennes-sur-Amance
Varennes-sur-Amance est une commune française située dans le département de la Haute-Marne, en région Grand Est.

## Géographie

### Localisation
La commune de Varennes-sur-Amance est située dans le sud-est du département de la Haute-Marne, à proximité des départements des Vosges et de la Haute-Saône. Elle est à 22 km à l'est de Langres, au centre du triangle formé par les villes de : Bourbonne-les-Bains, Fayl-Billot et Montigny-le-Roi.
Le village est situé sur une colline à 370 m d'altitude dominant la vallée de l'Amance.

### Communes limitrophes

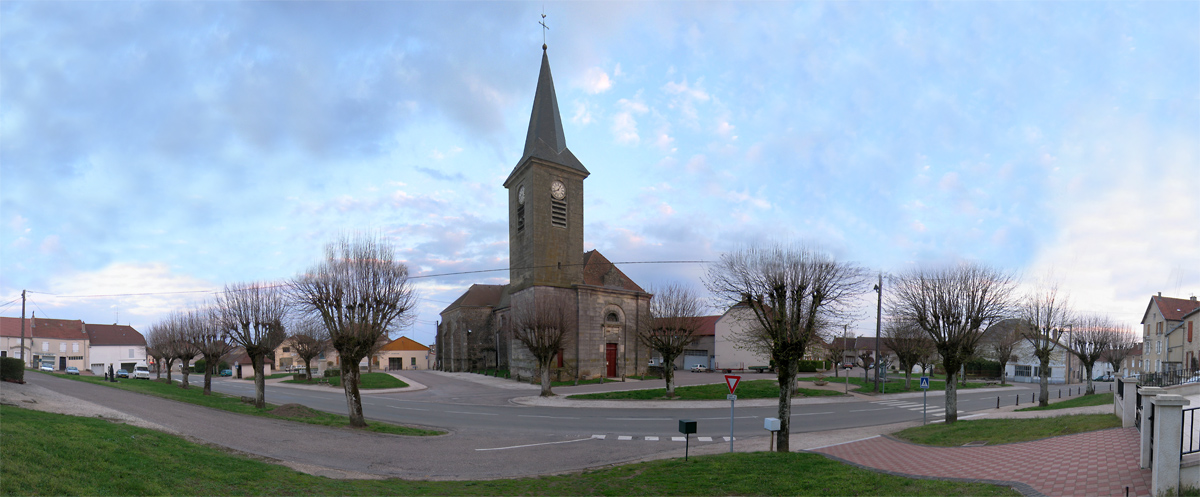
Place de l'Église de Varennes-sur-Amance.

| Celles-en-Bassigny Lavernoy | Vicq                    | Coiffy-le-Bas |
| Marcilly-en-Bassigny        | Varennes-sur-Amance     |               |
| Arbigny-sous-Varennes       | Champigny-sous-Varennes | Chézeaux      |

### Géologie et relief
La commune est située dans le territoire Apance-Amance, constitué de collines rapprochées entre lesquelles coulent de nombreux petits cours d'eau. La forêt y est très présente, couvrant environ 35 % de la surface. Au nord-ouest de la commune s'étendent les prairies de la plaine du Bassigny.
Le village de Varennes-sur-Amance repose sur une strate de grès infraliasiques du Rhétien-inférieur.

### Voies de communication et transport
La commune est desservie par le réseau routier départemental. La route D 14 est le principal axe qui traverse la commune. Il s'agissait anciennement du chemin de grande communication no 4 de Haute-Marne reliant Dammartin à Bettoncourt. L'accès autoroutier le plus proche est la sortie  8 de l'A31, située au niveau de Montigny-le-Roi, à environ 16 km au nord-ouest.
Les gares ferroviaires les plus proches sont celles de Culmont-Chalindrey (à 24 km) et de Langres (à 27 km), toutes deux situées sur la ligne de Paris-Est à Mulhouse-Ville.
Des navettes assurant des liaisons hebdomadaires avec les villes de Bourbonne-les-Bains et Langres ainsi que des bus scolaires constituent l'offre en transports en commun.

### Hydrographie
La commune est dans le bassin versant de la Saône au sein du bassin Rhône-Méditerranée-Corse. Elle est drainée par la Petite Amance, le ruisseau de Bouillevau, le ruisseau des Prés Rougets, le ruisseau du Gravier, le ruisseau de la Souèvre et le ruisseau de Pré Soir.
La Petite-Amance, d'une longueur de 19 km, prend sa source dans la commune de Saulxures et se jette  dans l'Amance à Bize, après avoir traversé neuf communes.

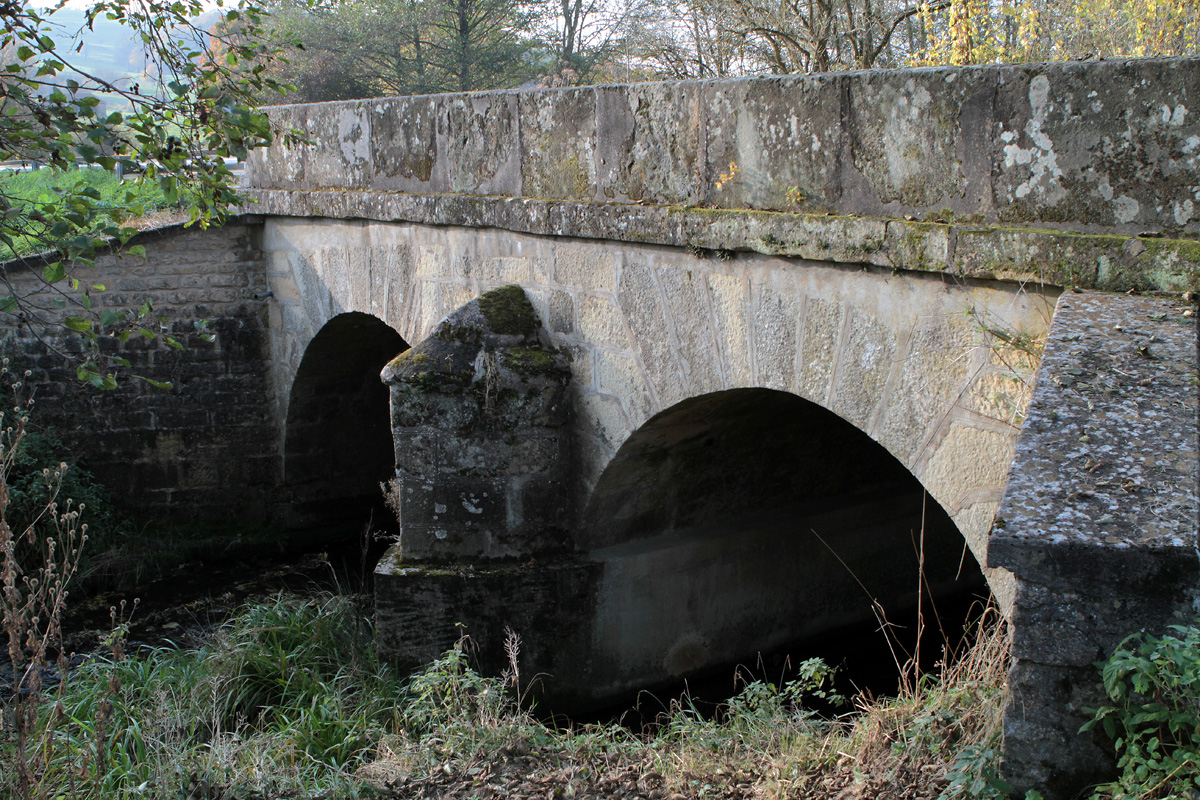
Pont sur la Petite Amance.
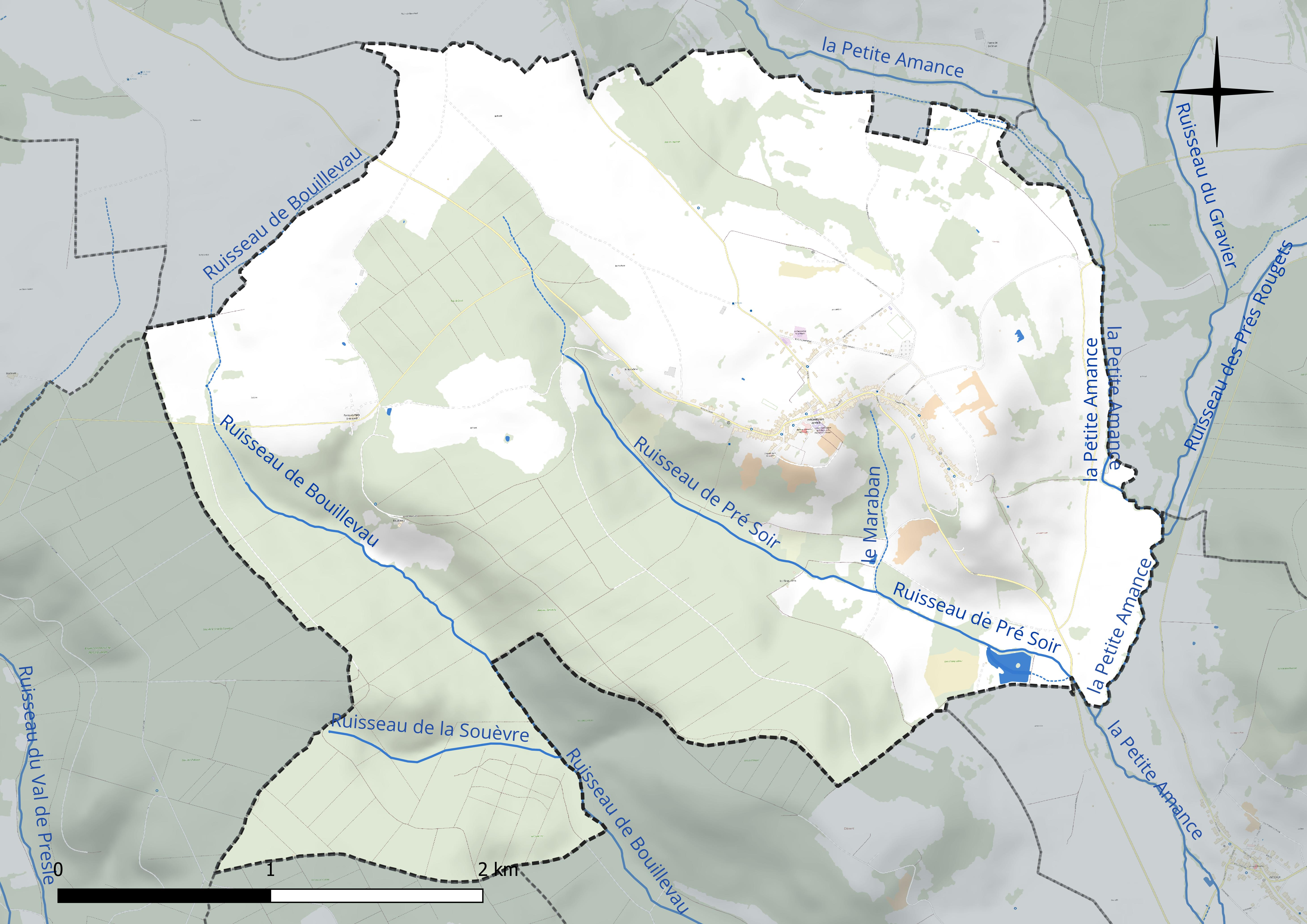
Réseau hydrographique de Varennes-sur-Amance.

### Climat
Pour des articles plus généraux, voir Climat du Grand Est et Climat de la Haute-Marne.
En 2010, le climat de la commune est de type climat des marges montargnardes, selon une étude du Centre national de la recherche scientifique s'appuyant sur une série de données couvrant la période 1971-2000. En 2020, Météo-France publie une typologie des climats de la France métropolitaine dans laquelle la commune est exposée à un climat océanique altéré et est dans la région climatique Lorraine, plateau de Langres, Morvan, caractérisée par un hiver rude (1,5 °C), des vents modérés et des brouillards fréquents en automne et hiver.
Pour la période 1971-2000, la température annuelle moyenne est de 10 °C, avec une amplitude thermique annuelle de 17,2 °C. Le cumul annuel moyen de précipitations est de 958 mm, avec 12,8 jours de précipitations en janvier et 9,5 jours en juillet. Pour la période 1991-2020, la température moyenne annuelle observée sur la station météorologique de Météo-France la plus proche, « Fayl-Billot_sapc », sur la commune de Fayl-Billot à 13 km à vol d'oiseau, est de 10,5 °C et le cumul annuel moyen de précipitations est de 995,6 mm. 
La température maximale relevée sur cette station est de 38,5 °C, atteinte le 25 juillet 2019 ; la température minimale est de −16,1 °C, atteinte le 24 décembre 2001,,.
Les paramètres climatiques de la commune ont été estimés pour le milieu du siècle (2041-2070) selon différents scénarios d'émission de gaz à effet de serre à partir des nouvelles projections climatiques de référence DRIAS-2020. Ils sont consultables sur un site dédié publié par Météo-France en novembre 2022.

## Urbanisme

### Typologie
Au 1er janvier 2024, Varennes-sur-Amance est catégorisée commune rurale à habitat dispersé, selon la nouvelle grille communale de densité à sept niveaux définie par l'Insee en 2022.
Elle est située hors unité urbaine et hors attraction des villes,.

### Occupation des sols
L'occupation des sols de la commune, telle qu'elle ressort de la base de données européenne d’occupation biophysique des sols Corine Land Cover (CLC), est marquée par l'importance des territoires agricoles (52,4 % en 2018), une proportion identique à celle de 1990 (52,4 %). La répartition détaillée en 2018 est la suivante : 
forêts (45,2 %), prairies (42,7 %), terres arables (7,2 %), zones agricoles hétérogènes (2,5 %), zones urbanisées (2,4 %). L'évolution de l’occupation des sols de la commune et de ses infrastructures peut être observée sur les différentes représentations cartographiques du territoire : la carte de Cassini (XVIIIe siècle), la carte d'état-major (1820-1866) et les cartes ou photos aériennes de l'IGN pour la période actuelle (1950 à aujourd'hui).

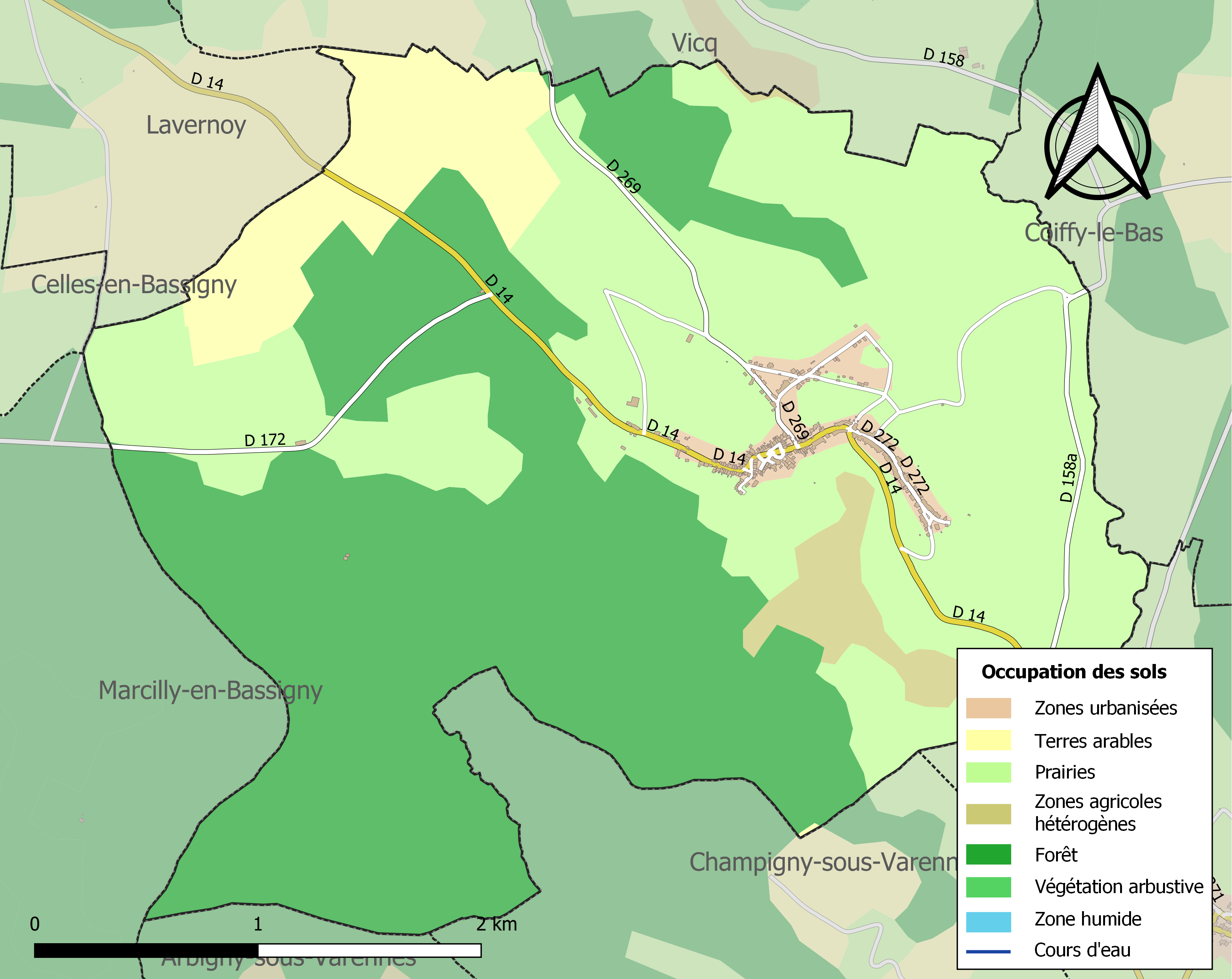
Carte des infrastructures et de l'occupation des sols de la commune en 2018 (CLC).

### Morphologie urbaine

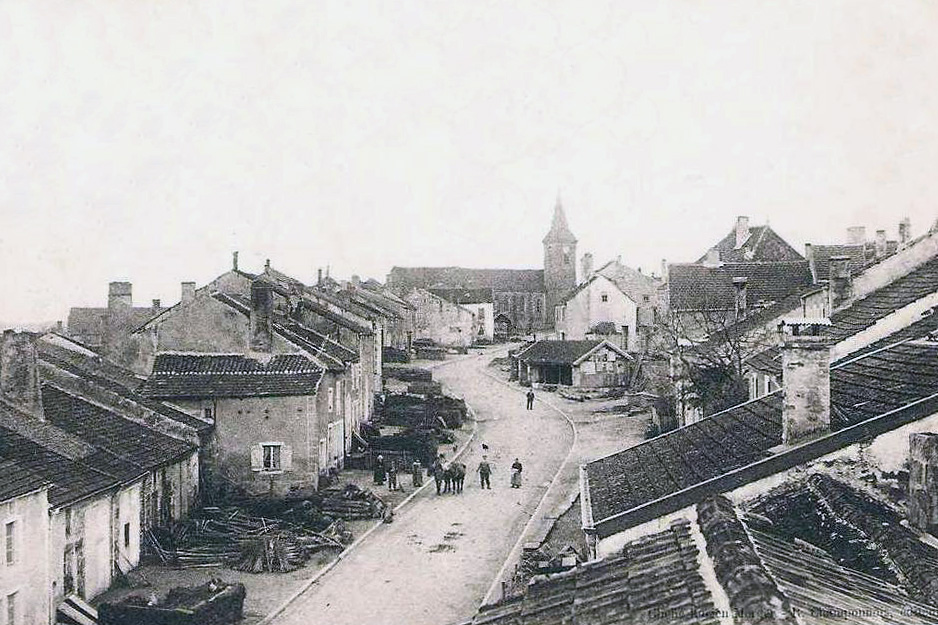
La rue Varandelle au début du XXe siècle par Lucien Merger.

Varennes-sur-Amance s'étire de part et d'autre de la place de l'Église, le long d'un axe formé de la rue de la Louvière à l'ouest et des rues Varandelle, Sainte-Barbe et du Pâquis à l'est. Bien que l'actuelle route D 14 n'emprunte plus les rues Sainte-Barbe et du Pâquis pour descendre dans la vallée, cet axe formait jusqu'au XIXe siècle la route principale qui traversait le village. Le long de cet axe, le bâti y est ancien et continu, principalement constitué de fermes-blocs avec usoirs, caractéristique de l'habitat lorrain. Le village s'est quelque peu étendu au nord, avec un bâti en partie plus moderne et plus espacé, séparé du reste du village par une rangée de champs et de jardins.

### Logements
La commune comptait 286 logements en 2008. Les constructions neuves sont peu présentes puisqu'à cette date, seulement 4,7 % des résidences principales étaient postérieures à 1990. À contrario, les constructions antérieures à 1949 représentaient 72,8 % du parc. 66,9 % des logements sont des résidences principales, réparties à 95,7 % en maisons individuelles et à 4,3 % en appartements. 87,5 % des habitants sont propriétaires de leur logement, pour 7,8 % de locataires.
Entre 1999 et 2008, le nombre de logements vacants a sensiblement baissé, passant de 15,9 % à 7 %, principalement en raison de l'augmentation du nombre de résidences secondaires.

## Histoire

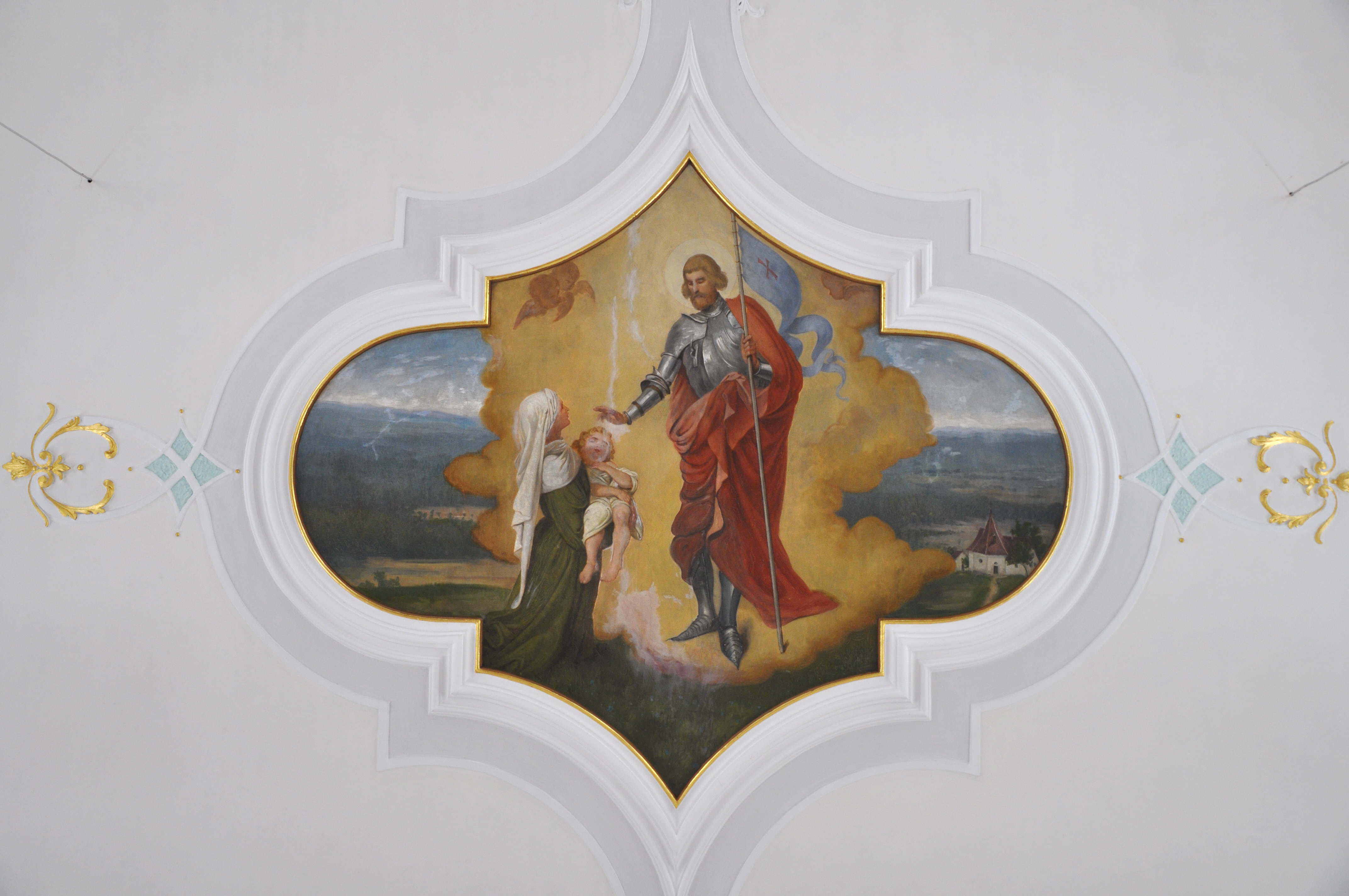
Saint Gengoulf représenté dans l'église de Wolpertswende.

Au VIIIe siècle, Varennes appartient à saint Gengoulf, illustre guerrier devenu connétable de France sous Pépin le Bref. Saint Gengoulf y réside et y fait bâtir une église. À sa mort en 760, sans héritier, la maison de Choiseul prend possession de Varennes et d'une partie de ses autres domaines.
En 1084, Renier, le seigneur de Choiseul, cède « pour le salut de son âme et de ses prédécesseurs » l'église de Saint-Gengoulf de Varennes à l'abbaye de Molesme et y fonde un prieuré, avec l'approbation de Hugues-Renaud de Bar, évêque de Langres. En 1101, Renier cède également l'ensemble de ses droits sur Varennes, qui devient ainsi une seigneurie ecclésiastique. Ce prieuré devient l'un des établissements religieux considérables de la lisière est du diocèse de Langres.
Au commencement du XIIIe siècle, Varennes n'a pas la force pour faire respecter ses biens et le prieur obtient l'autorisation de l'évêque de Langres de contracter un acte de pariage avec le comte de Champagne. Cet acte est conclu en 1250.
Pendant les XVIe et XVIIe siècles, Varennes subit plusieurs incursions ennemies. En 1523, les Allemands pillent et dévastent Varennes lors de l'invasion en Champagne. En 1636, au cours de la Guerre de Trente Ans, le Baron de Clinchamp, capitaine du duc Charles De Lorraine, s'empare du prieuré et fait pendre le gardien et capitaine du prieuré qui s'était rendu.
Ce n'est qu'après le rattachement au royaume de France de la Franche-Comté en 1678 et du duché de Lorraine en 1766 que le village retrouve un climat plus paisible. Louis XVI y institue en 1789 un marché tous les samedis et cinq foires y ont lieu chaque année. Varennes est un bourg considérable, plein de richesses : « Le terroir du pays est admirable pour la culture, et abonde en vins, en fruits, en jardinages, en gibiers et en bois de haute-futaye : il est sablonneux, et les sources d'eau jaillissent en mille endroits ».
À la Révolution, le prieuré de Varennes et ses terrains sont vendus aux particuliers.
La commune de Varennes prend le nom de Varennes-sur-Amance le 14 avril 1847.

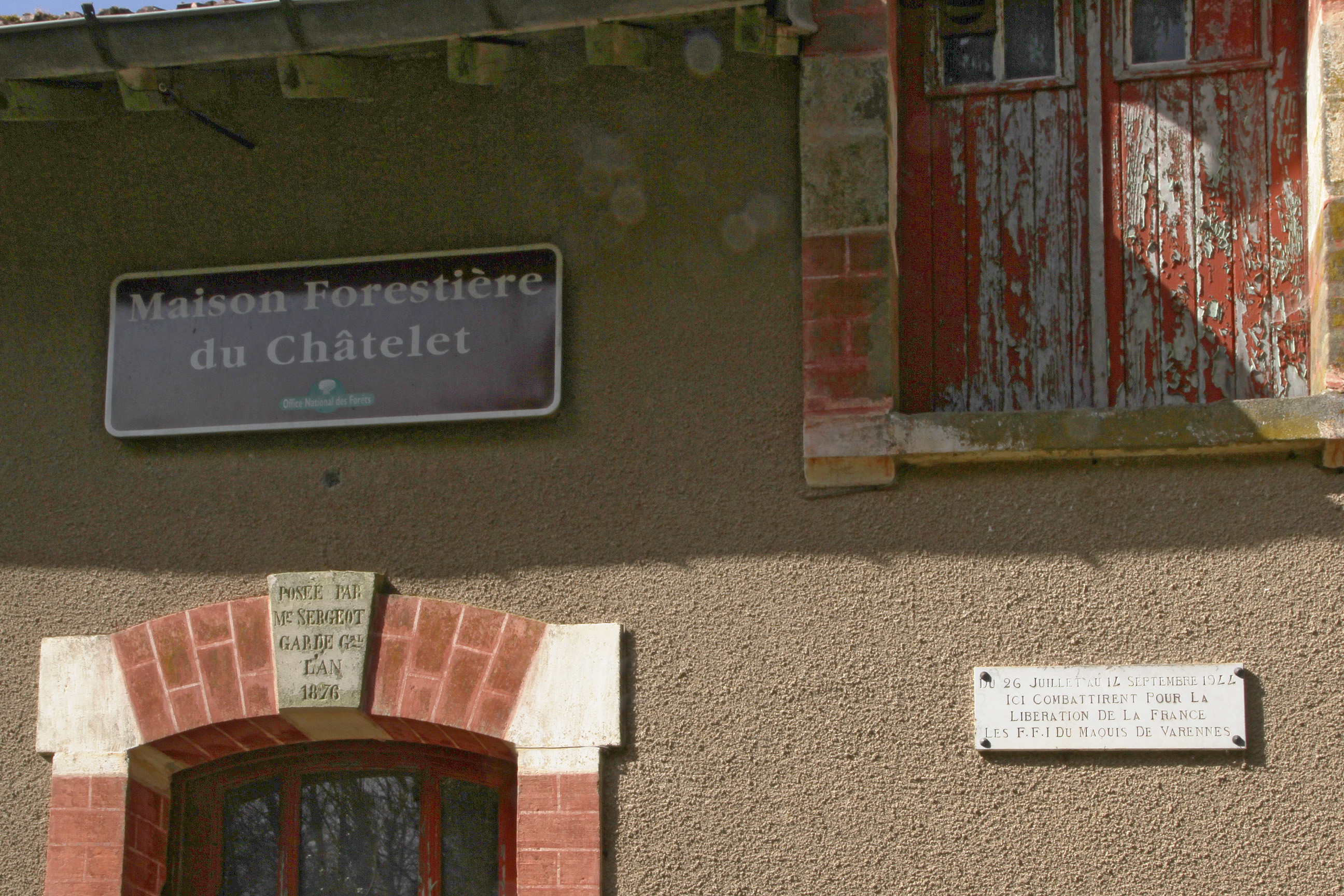
Plaque aux F.F.I. du maquis de Varennes sur la maison forestière du Chatelet, en forêt domaniale de Marcilly-Voisey.

Au cours de la seconde guerre mondiale, le maquis de Varennes, mené par plusieurs militaires de réserve, s'illustre dans une embuscade le 1er septembre 1944 à la gare d'Andilly-en-Bassigny faisant quarante victimes allemandes.
Le 1er août 1972, la commune de Varennes-sur-Amance absorbe celles de Champigny-sous-Varennes et Chézeaux et prend le nom de Terre-Natale. Ce nom est donné en hommage à Marcel Arland, académicien et auteur du roman éponyme publié en 1938 dans lequel il raconte son enfance passée dans le village de Varennes. Le 1er janvier 1986, Champigny-sous-Varennes s'en sépare. Le 1er janvier 2012, Chézeaux s'en sépare également et la commune reprend le nom de Varennes-sur-Amance.

## Politique et administration

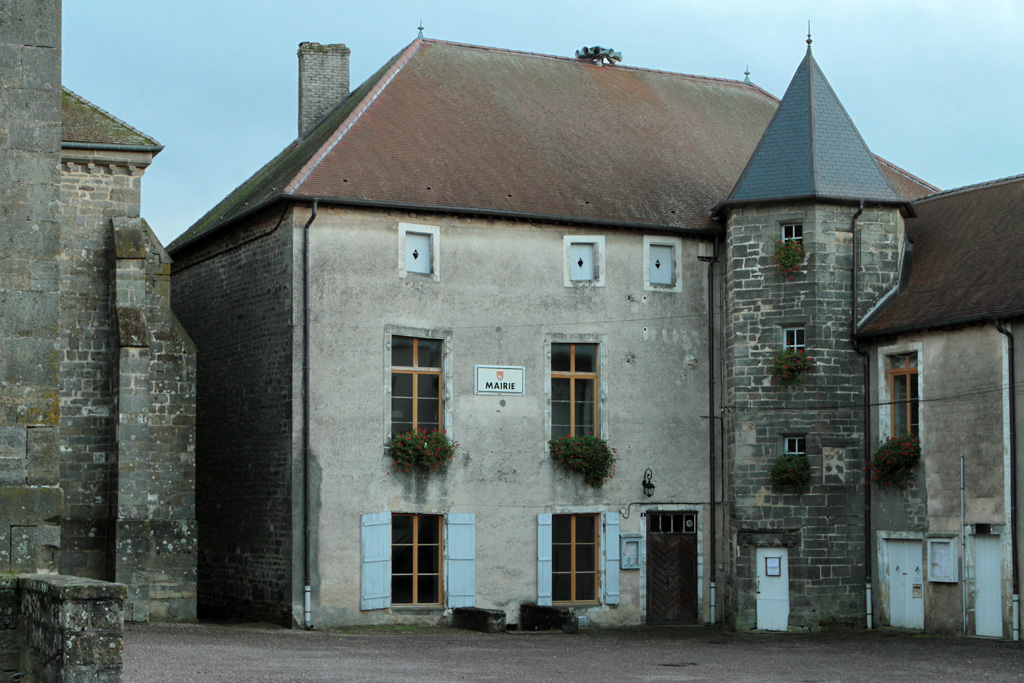
La mairie.

### Tendances politiques et résultats
- Élection présidentielle de 2002 : 72,47 % pour Jacques Chirac (RPR), 27,53 % pour Jean-Marie Le Pen (FN), 76,98 % de participation[31].
- Élection présidentielle de 2007 : 54,46 % pour Nicolas Sarkozy (UMP), 45,54 % pour Ségolène Royal (PS), 83,51 % de participation[32].
- Élection présidentielle de 2012 : 60,19 % pour François Hollande (PS), 39,81 % pour Nicolas Sarkozy (UMP), 81,75 % de participation[33].

### Administration municipale
Compte tenu du nombre d'habitants, le nombre de membres du conseil municipal est de onze.

### Liste des maires
| Période                                  | Période   | Identité                    | Étiquette | Qualité |
| ---------------------------------------- | --------- | --------------------------- | --------- | ------- |
| Les données manquantes sont à compléter. |           |                             |           |         |
| 1842                                     | 1848      | François Duché-Vautrin      |           |         |
| 1848                                     | 1853      | Hubert Touzet               |           |         |
| 1853                                     | 1862      | François Arthur Henry       |           |         |
| 1862                                     | 1870      | François-Paul Robert        |           |         |
| 1870                                     | 1870      | Hippolyte Prevot            |           |         |
| 1871                                     | 1874      | Jean-Baptiste Girard-Deléry |           |         |
| 1874                                     | 1876      | François-Paul Robert        |           |         |
| 1876                                     | 1884      | Hippolyte Prevot            |           |         |
| 1884                                     | 1886      | Jean-Baptiste-Alfred Girard |           |         |
| 1887                                     | 1896      | Louis Antoine Victor Mathey |           |         |
| 1896                                     | 1912      | Robert Alfred Boucheseiche  |           |         |
| 1912                                     | 1919      | Victor Simonel              |           |         |
| 1919                                     | 1925      | Auguste Arland              |           |         |
| 1925                                     | 1944      | James Mercier               |           |         |
| 1944                                     | 1959      | Auguste Arland              |           |         |
| 1959                                     | 1965      | Claude Bournot              |           | Notaire |
| 1965                                     | 1971      | Raymond Guyot               |           | Médecin |
| 1971                                     | 1995      | Daniel Rustaut              |           |         |
| 1995                                     | mars 2008 | René Champonnois            |           |         |
| mars 2008                                | 2014      | Jean-Pierre Mastalerz       |           |         |
| 2014                                     | En cours  | Mme Malou Denis             |           |         |

### Politique environnementale

#### Espaces protégés

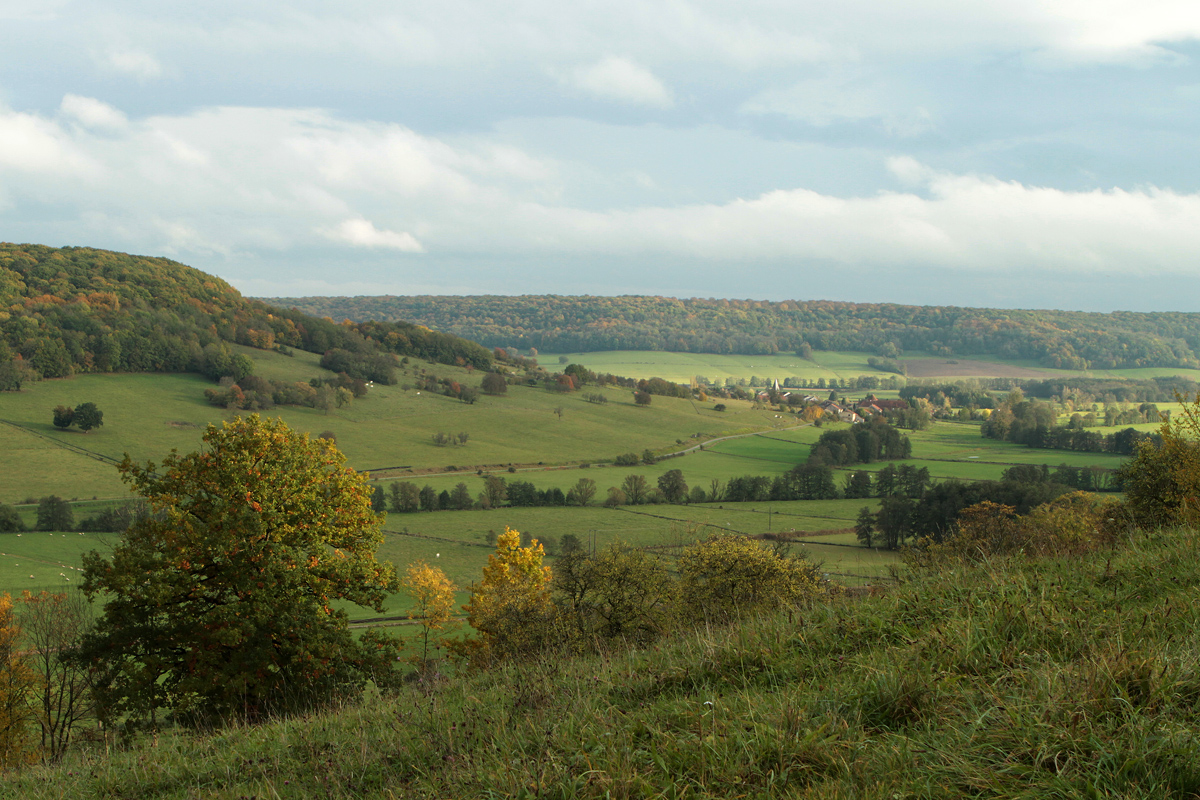
La vallée de la Petite Amance, vue sur Chézeaux.

Plusieurs zones naturelles d'intérêt écologique, faunistique et floristique (ZNIEFF) sont localisées en tout ou partie sur le territoire de la commune : trois ZNIEFF de type I « Marais de la Coudre à Coiffy-le-Haut », « Marais de Coiffy-le-Bas » et « Grands marais de Champigny-Chézeaux » faisant partie de la ZNIEFF de type II « Vallée de l'Amance et de ses affluents depuis Vicq et Laneuvelle jusqu'à Maizières et Pisseloup » de 1 900 ha, constituée de prairies, de boisements alluviaux et de marais. Elle présente un intérêt faunistique important ; il s'agit notamment d'un des derniers lieux naturels de nidification du busard cendré en Champagne-Ardenne.

#### Eau potable
La commune est alimentée en eau potable par le Syndicat Mixte de Production d’Eau Potable du Sud Haute-Marne (SMIPEP), dont l'essentiel des prélèvements est effectué sur les lacs de Langres.

#### Gestion des déchets
La commune pratique le tri sélectif des déchets ménagers. Leur collecte et leur traitement sont assurés par le Syndicat Mixte Intercommunal de Collecte et de Traitement des Ordures Ménagères (SMICTOM) et le Syndicat Départemental pour l'Élimination des Déchets Ménagers (SDEDM).

## Population et société

### Démographie

#### Évolution démographique
L'évolution du nombre d'habitants est connue à travers les recensements de la population effectués dans la commune depuis 1793. Pour les communes de moins de 10 000 habitants, une enquête de recensement portant sur toute la population est réalisée tous les cinq ans, les populations de référence des années intermédiaires étant quant à elles estimées par interpolation ou extrapolation. Pour la commune, le premier recensement exhaustif entrant dans le cadre du nouveau dispositif a été réalisé en 2004.

En 2022, la commune comptait 257 habitants, en évolution de −5,86 % par rapport à 2016 (Haute-Marne : −4,62 %, France hors Mayotte : +2,11 %).
| 1793  | 1800  | 1806  | 1821  | 1831  | 1836  | 1841  | 1846  | 1851  |
| ----- | ----- | ----- | ----- | ----- | ----- | ----- | ----- | ----- |
| 1 093 | 1 124 | 1 282 | 1 336 | 1 391 | 1 297 | 1 335 | 1 312 | 1 364 |

| 1856  | 1861  | 1866  | 1872 | 1876  | 1881  | 1886  | 1891 | 1896 |
| ----- | ----- | ----- | ---- | ----- | ----- | ----- | ---- | ---- |
| 1 257 | 1 293 | 1 275 | 242  | 1 252 | 1 207 | 1 062 | 972  | 893  |

| 1901 | 1906 | 1911 | 1921 | 1926 | 1931 | 1936 | 1946 | 1954 |
| ---- | ---- | ---- | ---- | ---- | ---- | ---- | ---- | ---- |
| 881  | 813  | 720  | 576  | 555  | 502  | 475  | 507  | 522  |

| 1962 | 1968 | 1975 | 1982 | 1990 | 1999 | 2004 | 2006 | 2009 |
| ---- | ---- | ---- | ---- | ---- | ---- | ---- | ---- | ---- |
| 444  | 436  | 628  | 583  | 444  | 443  | 400  | 380  | 383  |

| 2014 | 2019 | 2022 | - | - | - | - | - | - |
| ---- | ---- | ---- | - | - | - | - | - | - |
| 277  | 261  | 257  | - | - | - | - | - | - |

Le maximum de la population a été atteint en 1831 avec 1 391 habitants.
Les recensements de 1975 et 1982 incluent la population de Champigny-sous-Varennes et ceux de 1975 à 2009 celle de Chézeaux qui faisaient alors partie de la commune.

#### Pyramide des âges
En 2018, le taux de personnes d'un âge inférieur à 30 ans s'élève à 0,0 %, soit en dessous de la moyenne départementale (31,0 %). À l'inverse, le taux de personnes d'âge supérieur à 60 ans est de 0,0 % la même année, alors qu'il est de 31,8 % au niveau départemental.
En 2018, la commune comptait 132 hommes pour 133 femmes, soit un taux de 50,19 % de femmes, légèrement inférieur au taux départemental (51,02 %).
Les pyramides des âges de la commune et du département s'établissent comme suit.
| Hommes | Classe d’âge | Femmes |
| ------ | ------------ | ------ |
| 0,8    | 90 ou +      | 3,8    |
| 12,3   | 75-89 ans    | 16,0   |
| 37,7   | 60-74 ans    | 30,5   |
| 13,8   | 45-59 ans    | 16,0   |
| 13,8   | 30-44 ans    | 14,5   |
| 10,0   | 15-29 ans    | 5,3    |
| 11,5   | 0-14 ans     | 13,7   |

| Hommes | Classe d’âge | Femmes |
| ------ | ------------ | ------ |
| 0,8    | 90 ou +      | 2,5    |
| 8,7    | 75-89 ans    | 12     |
| 20,5   | 60-74 ans    | 21,2   |
| 20,5   | 45-59 ans    | 20     |
| 16,8   | 30-44 ans    | 15,8   |
| 16,5   | 15-29 ans    | 13,6   |
| 16,2   | 0-14 ans     | 14,9   |

### Enseignement

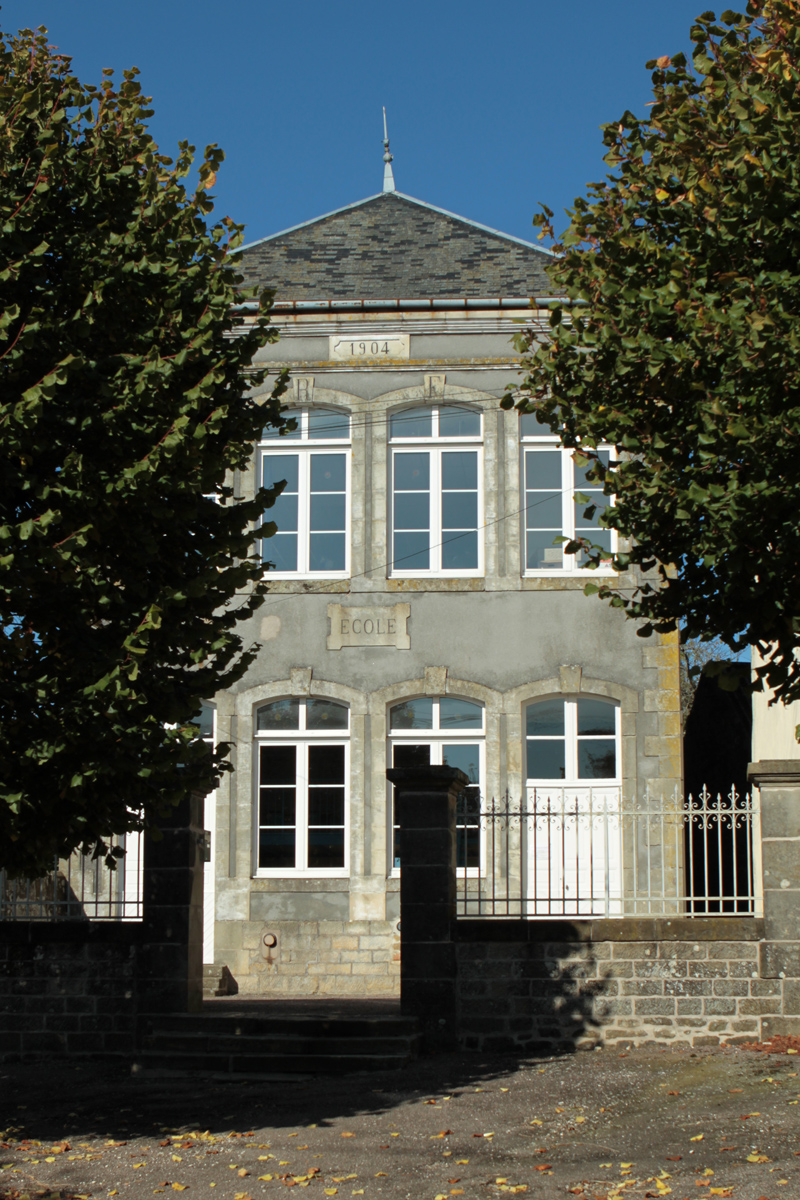
L'école maternelle.

Varennes-sur-Amance relève de l'académie de Reims.
La commune administre une école maternelle et une école élémentaire accueillant les élèves des communes voisines.

### Santé
Un cabinet médical est implanté sur la commune. Le centre hospitalier le plus proche est situé à Langres.

### Sports
La commune dispose d'un stade de football, d'un terrain de tennis et de boulodromes, ainsi que d'un étang de pêche de 3 ha.
Le village de Varennes-sur-Amance est traversé par le sentier de randonnée GR 7. Ce sentier entre dans le village par la côte de l'Ormeau au nord-est, après avoir traversé les marais de Coiffy-le-Bas, inventoriés comme ZNIEFF de type I au patrimoine naturel de France. Il en sort au sud-ouest en plongeant dans le bois des Euillards. Il permet de rallier Marcilly-en-Bassigny, en passant à proximité de la chapelle Notre-Dame-de-Presles (XIIe siècle), classée au patrimoine des monuments historiques.

### Vie locale
Les principaux services publics sont représentés : bureau de Poste, brigade de proximité de gendarmerie, centre d'incendie et de secours. Plusieurs associations animent le village.

## Économie
Sur 35 établissements présents sur la commune à fin 2008, 25,7 % relevaient du secteur de l'agriculture, 5,7 % du secteur de l'industrie, 2,9 % du secteur de la construction, 48,6 % de celui du commerce et des services et 17,1 % du secteur de l'administration et de la santé.
Plusieurs commerces sont présents sur la commune : un bar-tabac, un garage automobile ainsi que des marchands ambulants.
On y trouve également des producteurs et vendeurs d'asperges. Favorisé par ses terres sablonneuses, Varennes était déjà renommé pour la production de cette plante potagère au XIXe siècle.

## Culture et patrimoine

### Lieux et monuments
Le patrimoine architectural de la commune est riche de quatre monuments inscrits à l'inventaire des monuments historiques :
- l'église de Varennes-sur-Amance (XIIIe – XIXe siècle), inscrite le 23 décembre 1925[51]. Bien que reconstruite au XIXe siècle, elle conserve sa nef du XIIIe siècle[52] ;
- la mairie de Varennes-sur-Amance : porte Renaissance (XVIe siècle), inscrite le 23 décembre 1925[53] ;
- la chapelle Saint-Gengoulph (XVIe siècle), inscrite le 29 février 1972[54]. François de Montarby, alors prieur de Varennes, la fit construire en 1540 sur la fontaine associée à la légende du martyr[55]. La fontaine est située au centre de la crypte ;
- la maison Garnier : cheminée du XVIe siècle au premier étage, inscrite le 16 juin 1926[56].

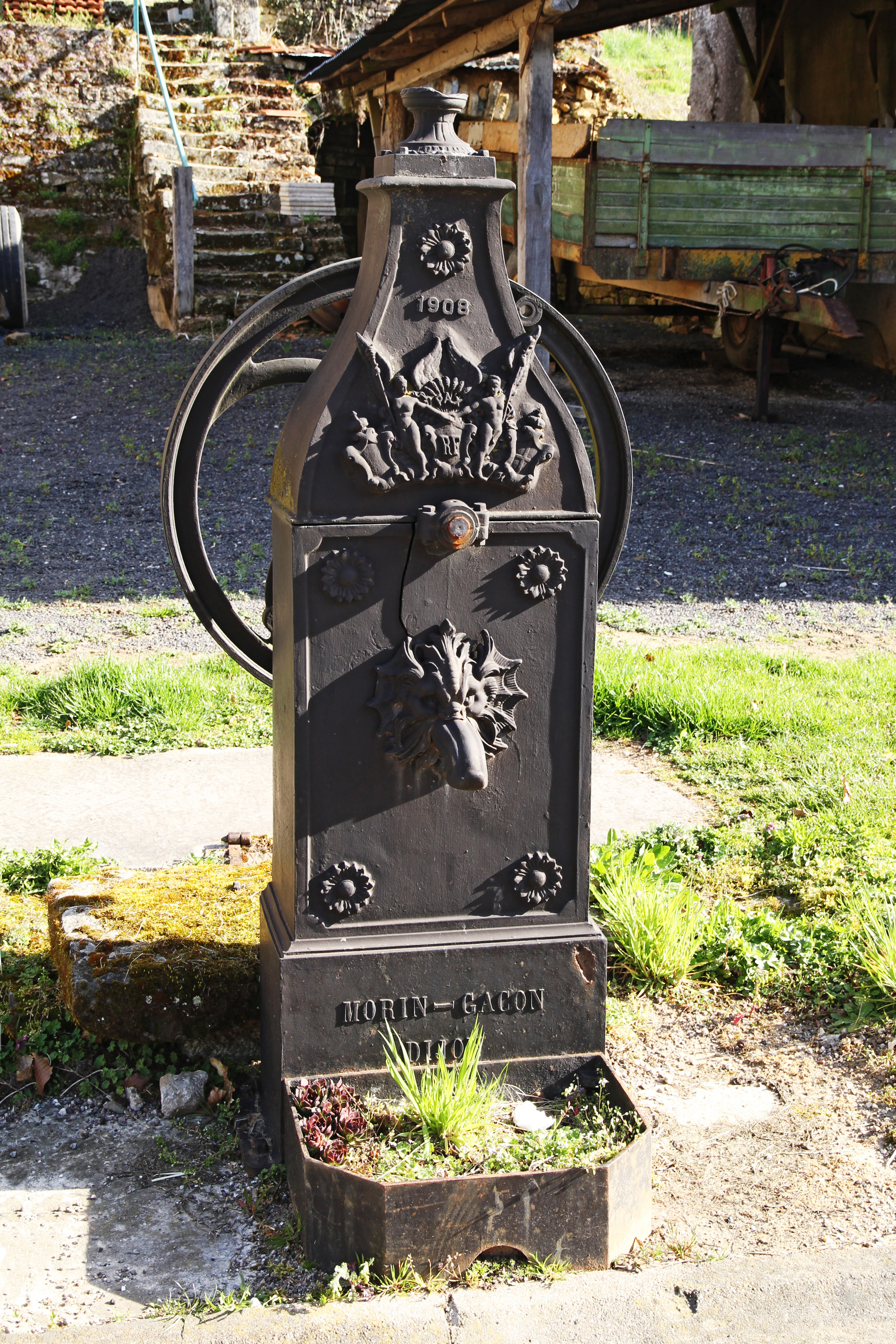
Pompe à eau Auguste Morin-Gacon, maire de Dijon 1896-1900.
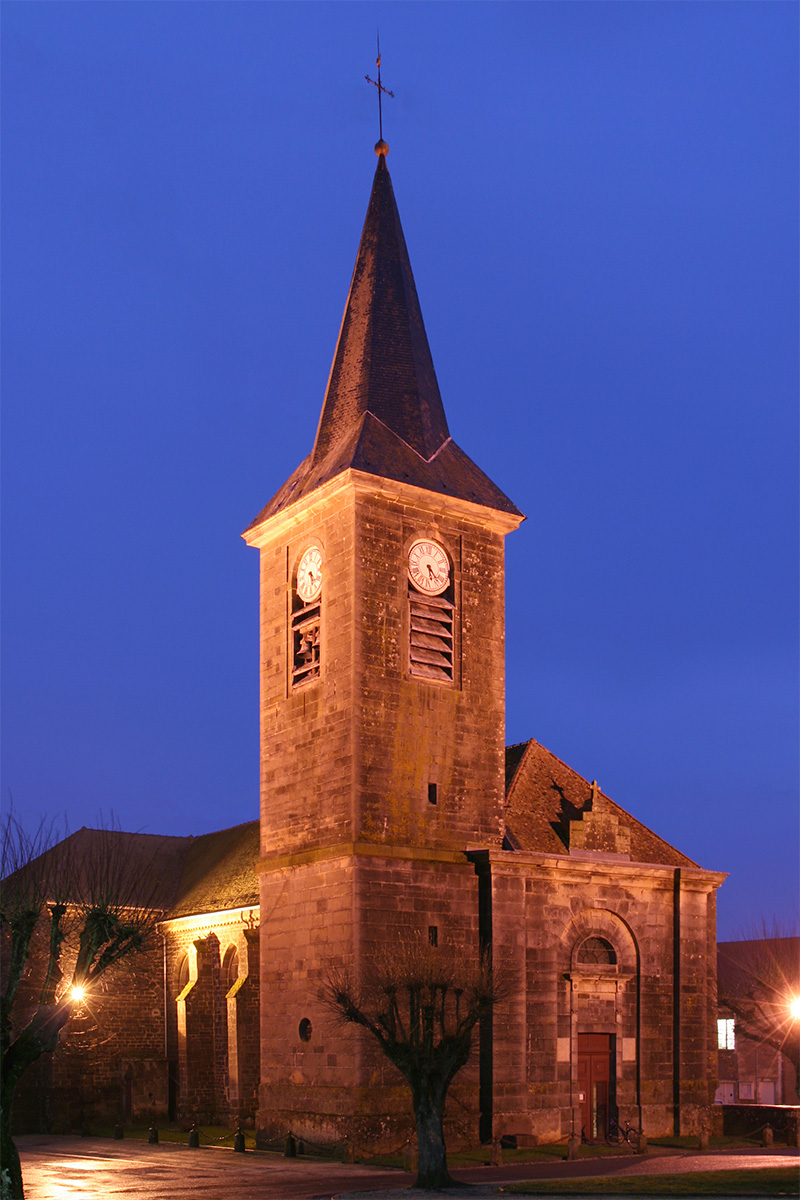
L'église Saint-Gengoulf.
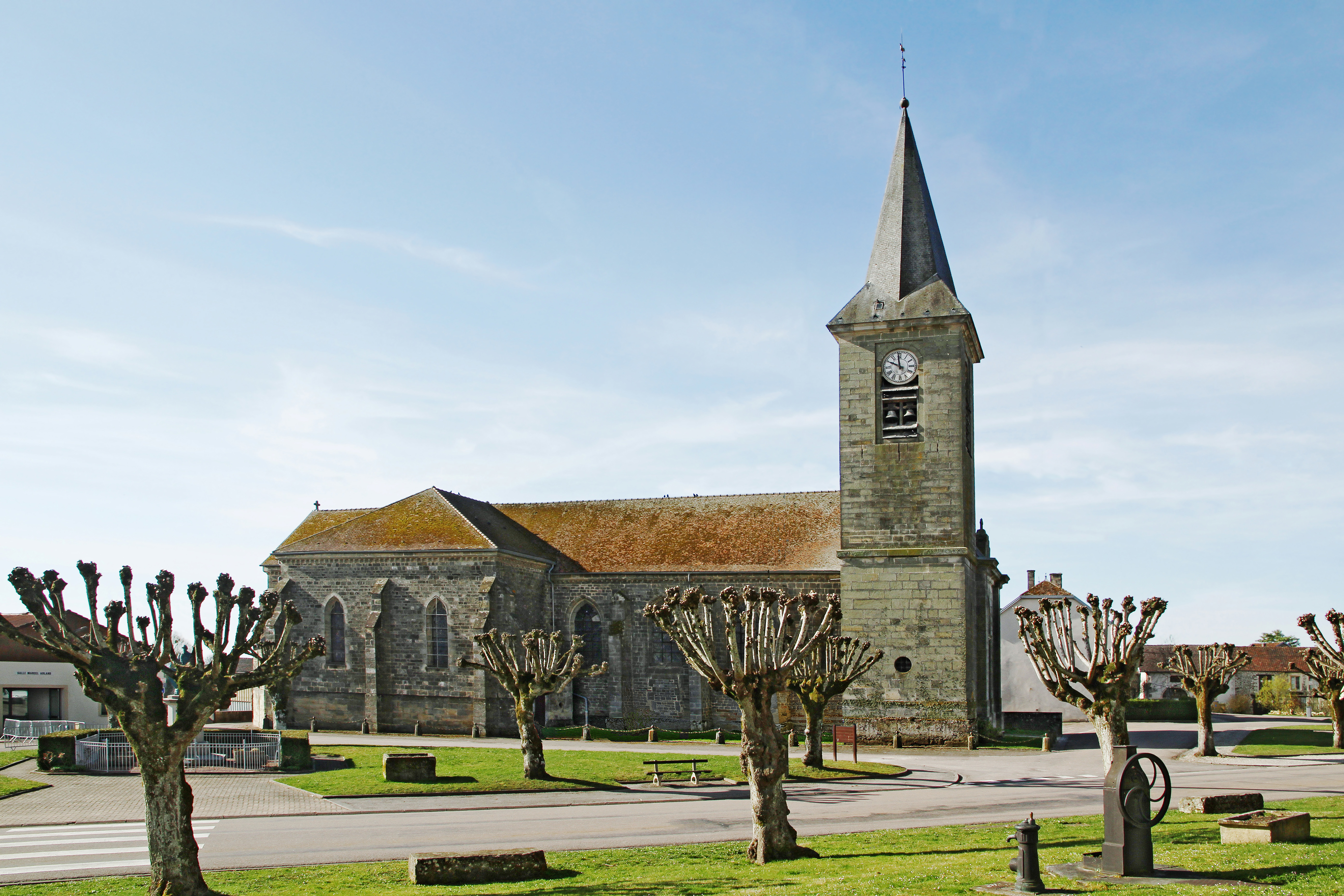
Place de l'Église.
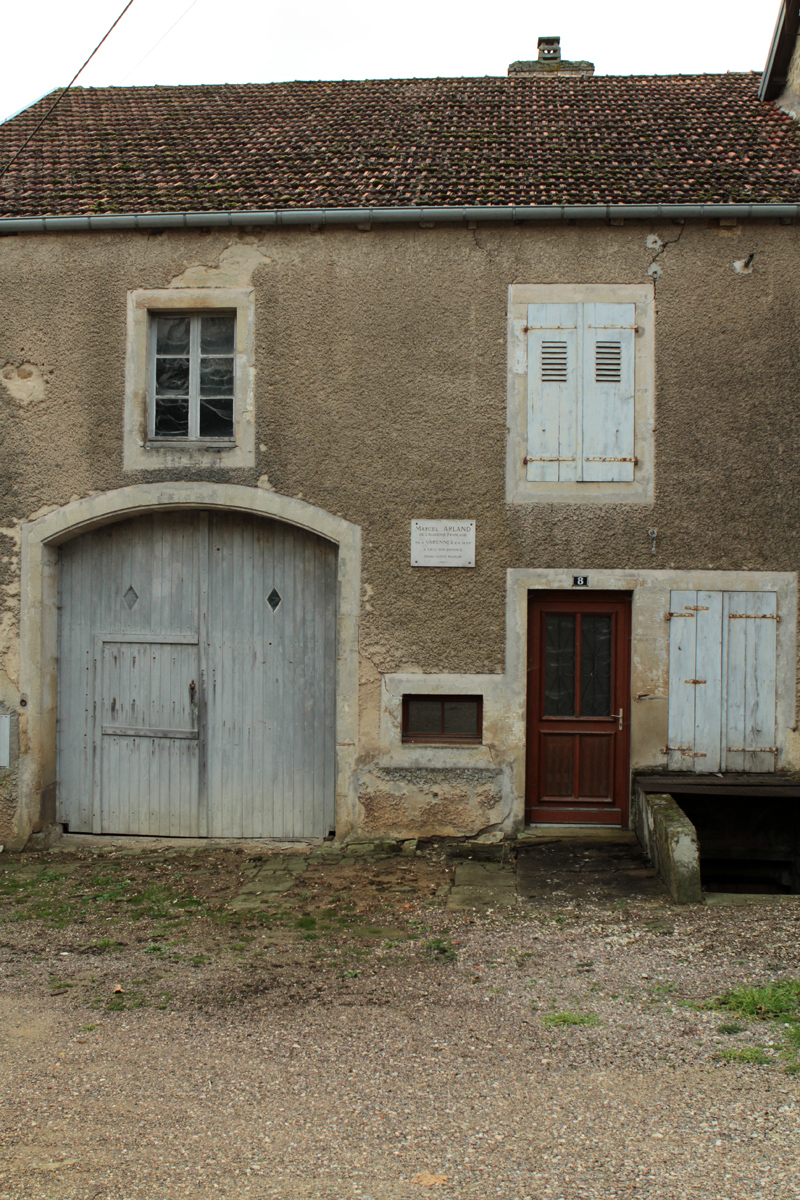
La maison d'enfance de Marcel Arland.

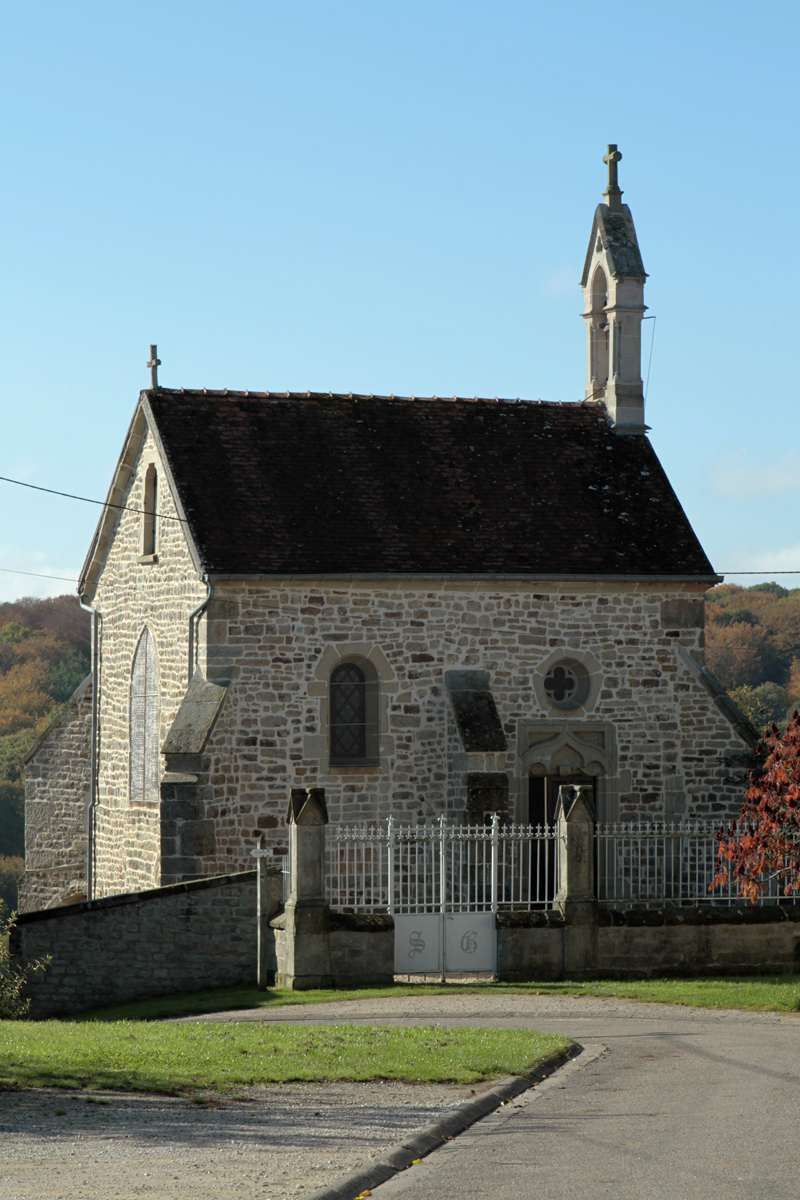
La chapelle Saint-Gengoulph.
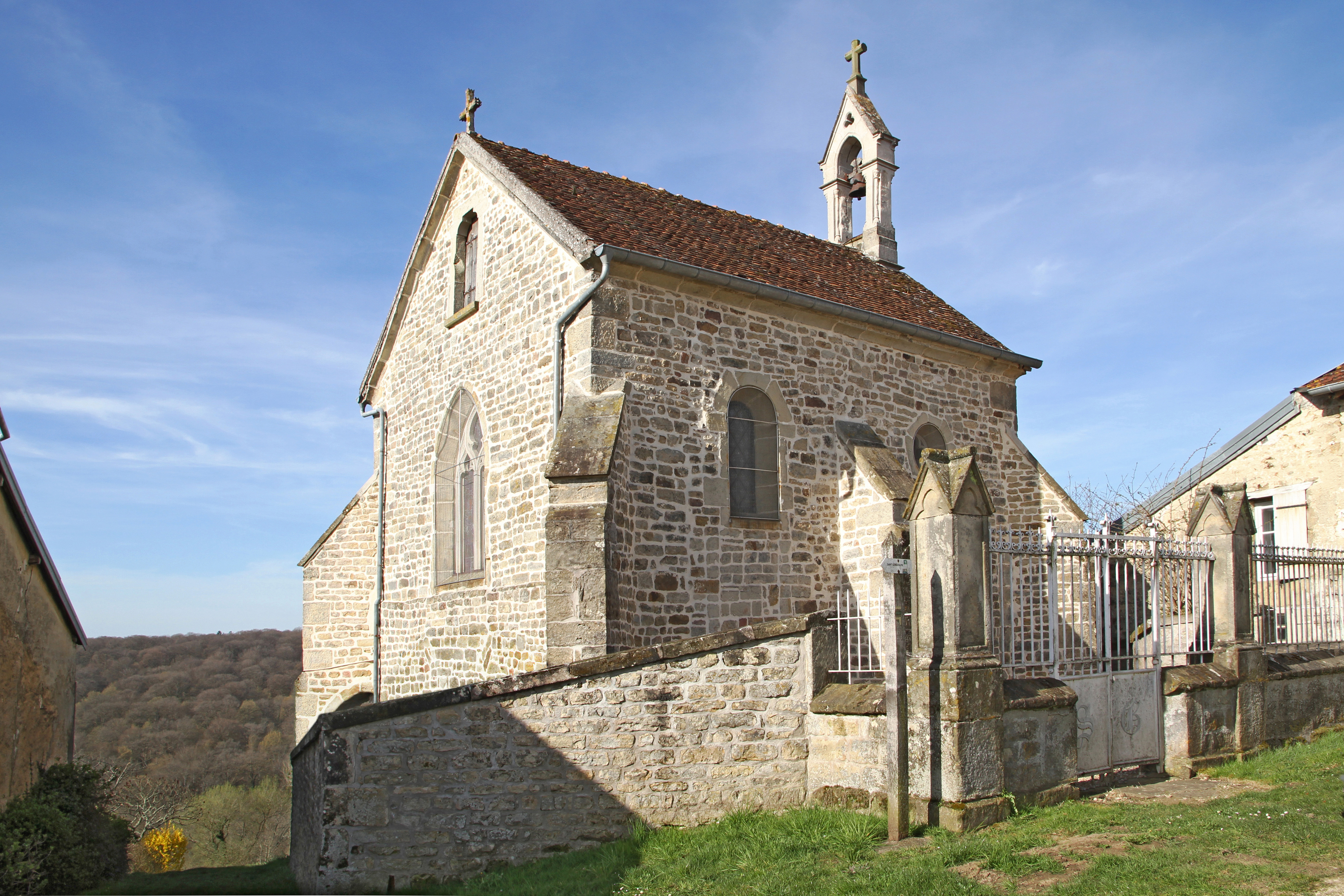
Chapelle et enclos côté village (nord-est).
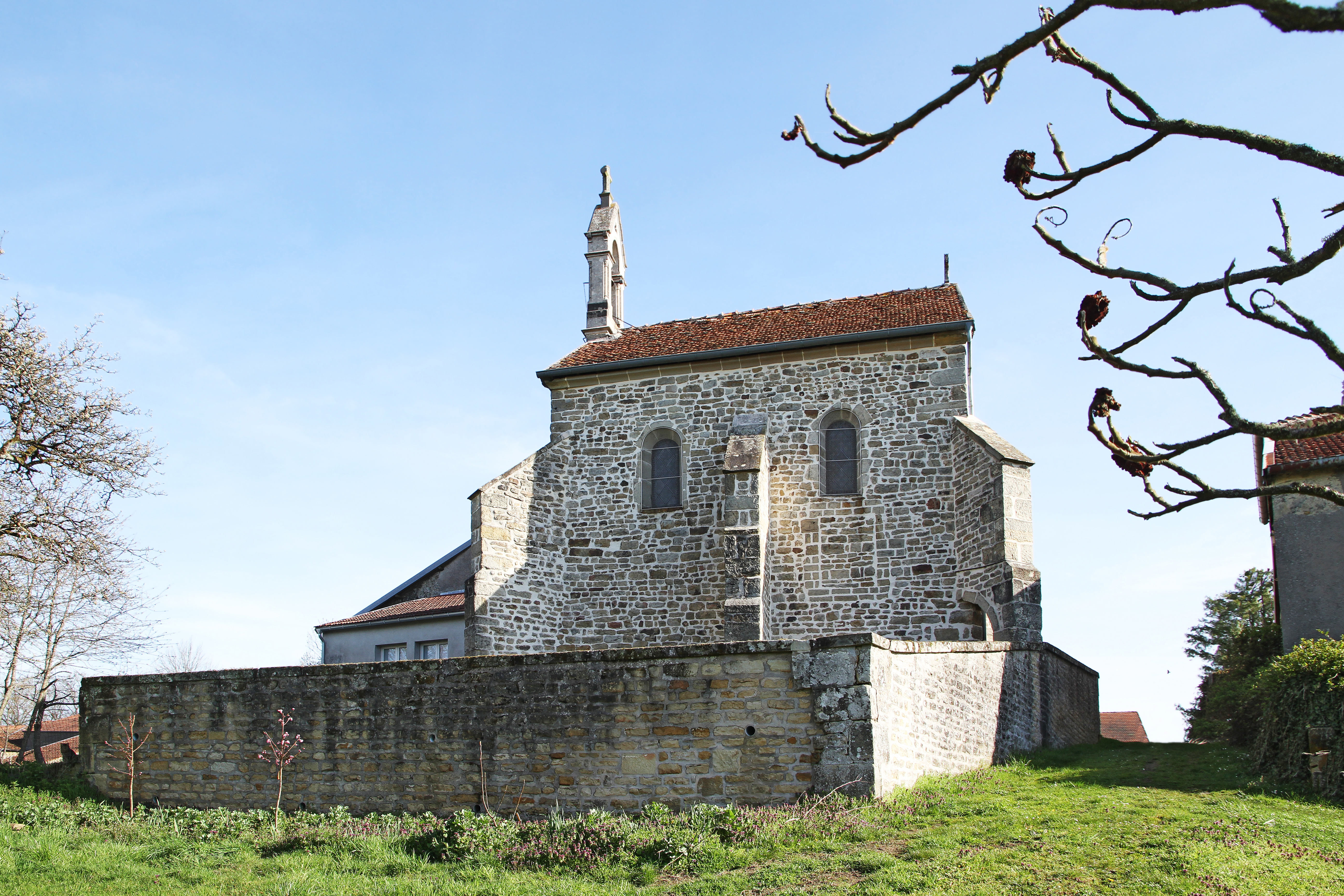
Chapelle et enclos côté forêt (sud-ouest).

### Personnalités liées à la commune
- Gangolf d'Avallon ou Saint Gengoulph (702-760) - né à Varennes-sur-Amance.
- Claude-Joseph Carbelot (1753-1817), né sur la commune, député
- Pierre Bizot de Fonteny (1825-1908) - sous-préfet, conseiller général, président du conseil général, député de la Haute-Marne de 1876 à 1888, sénateur membre du groupe de la gauche démocratique de 1888 à 1908. Son buste est sur un monument place de l'Église avec Marianne en sabots.
- Marcel Arland (1899-1986) - écrivain, académicien, né à Varennes-sur-Amance.

### Héraldique
| Blason | Blasonnement : De gueules au lévrier passant d'argent colleté du champ, surmonté d'un croissant d'or. Commentaires : ces armoiries sont celles de Marie Gabriel Louis Texier d'Hautefeuille, prieur de Varennes de 1765 à 1790. |